# Nederlands Zwartbles Schapenstamboek
Het Nederlands Zwartbles Schapenstamboek, afgekort NZS, is een stamboek voor schapen van het ras Zwartbles. Het NZS houdt gegevens van raszuivere zwartblessen bij en stelt fokdoelen vast. 

## Inspectie
Leden van het stamboek worden elk jaar door een inspecteur bezocht, waarbij de raszuivere lammeren die dat jaar geboren zijn, geregistreerd worden. De beoordeling van de raszuiverheid gebeurt aan de hand van het door het NZS vastgestelde stamboek- en registratiereglement. Ook bestaat de mogelijkheid voor leden om tijdens de inspectie zwartblessen te laten punten.

## Keuringen
Elk jaar organiseert het NZS ook keuringen waar exclusief zwartblessen getoond en beoordeeld worden. In het verleden vond er eenmaal per jaar in de zomer een nationale keuring plaats. Sinds 2008 wordt er daarnaast elk jaar in de winter een rammenkeuring georganiseerd.